# Плановый навигационный прибор

Индикация основных параметров планового навигационного прибора: 1 — индекс отсчёта текущего курса; 2 — шкала текущего курса; 3 — индекс заданного курса; 4 — кремальера заданного курса; 5,10 — флажки бленкера отказа датчиков навигационной системы; 6 — стрелка заданного путевого угла; 7 — кремальера заданного путевого угла; 8 — планка отклонения от курса; 11 — планка отклонения от глиссады

Плановый навигационный прибор (ПНП, англ. horizontal situation indicator) — комбинированный пилотажно-навигационный прибор, показывающий основную навигационную информацию:  текущий курс, отклонение от заданного курса, пеленг на радионавигационную станцию или иной радиомаяк и расстояние до этой станции, а также другие (в зависимости от исполнения) параметры, касающиеся положения летательного аппарата относительно земной поверхности в горизонтальной плоскости.

## Устройство

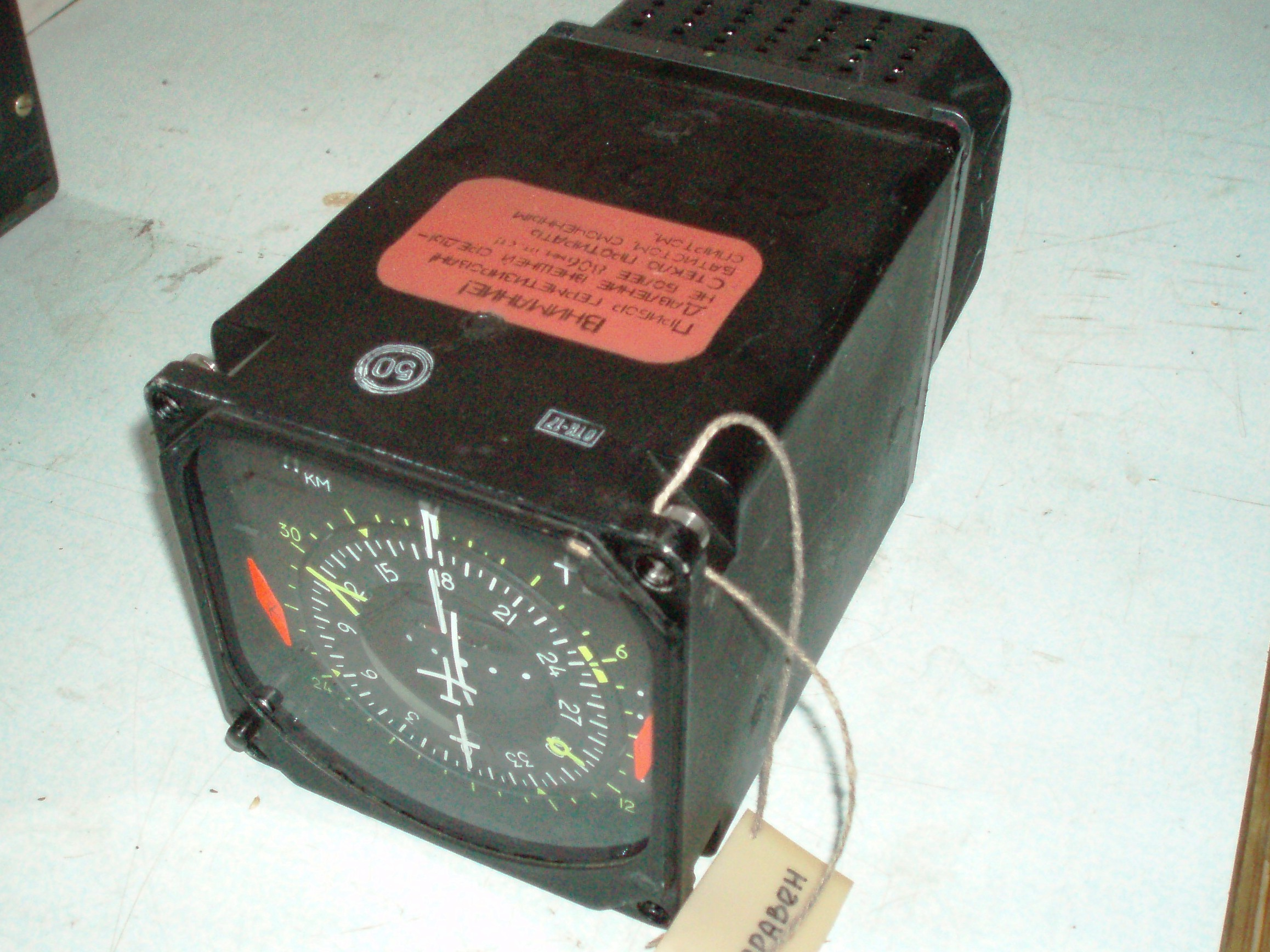
Прибор навигационный плановый ПНП-72

Плановый навигационный прибор представляет собой комбинированный электромеханический индикатор, получающий информацию от различных систем летательного аппарата, и в котором объединены функции четырёх индикаторов – курсоуказателя, радиомагнитного индикатора, индикаторов пеленга и дальности. Электронный плановый навигационный прибор с встроенным индикатором карты даёт цветное изображение карты с индикацией истинного местоположения самолёта относительно аэропортов и наземных радионавигационных средств. Индикация направления полёта, вычисления поворота и желательного пути полёта предоставляют возможность судить о соотношении между истинным местоположением самолёта и желаемым. Это позволяет пилоту быстро и точно корректировать путь полёта. Пилот может также выводить на карту данные о преобладающих погодных условиях.

## Проекционный навигационный прибор
Одно из первых электронных навигационных устройств было установлено на Ту-144. Устройство называлось ПИНО (проекционный индикатор навигационной обстановки). Оно содержало в себе диапроектор с набором слайдов, на которых были изображены карты местности нескольких (порядка 7-10) аэродромов СССР,  подготовденных для приема этого лайнера. На экране помимо карты двигалась точка, отображавшая положение самолета, координаты вычислялись бортовым вычислителем по сигналам с радиомаяков. Внешнее изображение: 